# José Marmolejo
José Manuel Marmolejo (Pedregal, Panamá, 14 de noviembre de 1990) es un exfutbolista panameño que jugó de defensa central.

## Clubes
| Club         | País     | Año       |
| ------------ | -------- | --------- |
| Tauro FC     | Panamá   | 2010-2011 |
| Cortuluá     | Colombia | 2011      |
| Tauro FC     | Panamá   | 2012-2013 |
| Sporting SM  | Panamá   | 2013-2014 |
| Río Abajo FC | Panamá   | 2014-2015 |
| Chorrillo FC | Panamá   | 2015-2016 |
| Sporting SM  | Panamá   | 2016      |

- Datos: Q5942476